# Кийли Санчес
Кийли Мишел Санчес (на английски: Kiele Michelle Sanchez) (родена на 13 октомври 1977 г.) е американска актриса. Играе главна роля в сериала „Каре дами“, който трае един сезон. След това се снима в третия сезон на „Изгубени“, а малко по-късно в „Коя е Саманта?“.

## Личен живот
Първият съпруг на Санчес е сценаристът и филмов режисьор Зак Хелм, с когото е разведена.
През 2010 г. Санчес започва да се среща с актьора Зак Гилфорд. Двамата се сгодяват през ноември 2011 г. и се женят на 29 декември 2012 г.

## Частична филмография

### Филми
- 2003 – „Лепнат за теб“ (Stuck on You)
- 2007 – „Чудният магазин на мистър Магориум“ (Mr. Magorium's Wonder Emporium)
- 2009 – „Перфектното бягство“ (A Perfect Getaway)
- 2011 – „Извън играта: Падението на Сам Акс“ (Burn Notice: The Fall of Sam Axe)
- 2014 – „Чистката: Анархия“ (The Purge: Anarchy)

### Сериали
- 2003-2004 – „Женен за семейство Кели“ (Married to the Kellys)
- 2005-2006 – „Каре дами“ (Related)
- 2006-2007 – „Изгубени“ (Lost)
- 2007-2008 – „Коя е Саманта?“ (Samantha Who?)
- 2010-2013 – „Глейдс“ (The Glades)